# Tomo Križnar

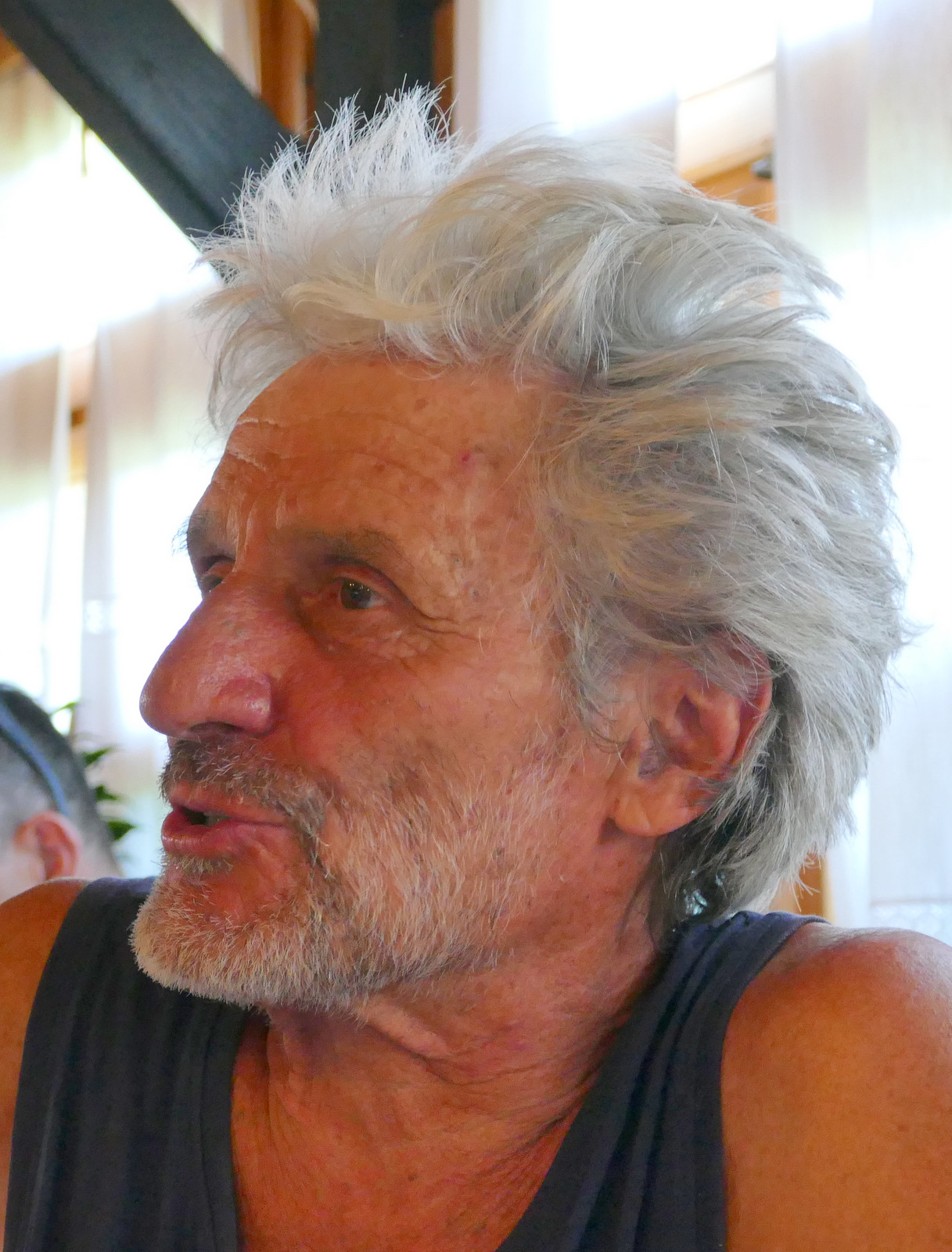
Tomo Križnar

Tomo Križnar (ur. 16 sierpnia 1954 w Jesenicach w Słowenii) – działacz społeczny, pisarz, a także specjalny wysłannik dyplomatyczny Prezydenta Słowenii do Darfuru w Sudanie.
Zaangażowany w rozwiązanie konfliktu zbrojnego w Darfurze, został specjalnym wysłannikiem Słoweńskiego Prezydenta. Dzięki niemu w sprawę rozwiązania sytuacji tego regionu na arenie międzynarodowej zaangażowało się niemal całe środowisko polityczne Słowenii. Wydarzenia te są przedstawione w filmie dokumentalnym „DAR FUR War for Water” w trakcie pobytu Križnara na terenie Darfuru.
Został aresztowany 20 lipca 2006, a następnie 16 sierpnia został skazany przez sąd w Al-Faszir, za „publikowanie fałszywych wiadomości, szpiegostwo oraz wjazd na teren Sudanu bez ważnej wizy”, na dwa lata więzienia oraz grzywnę w wysokości 500 tys. dinarów (2400 USD). Wyposażenie filmowe oraz wszystkie nagrania zostały skonfiskowane.
W odpowiedzi na zaistniałą sytuację prezydent Słowenii Janez Drnovšek wystosował specjalny list do prezydenta Sudanu Umara al-Baszira z prośbą o uwolnienie Križnara, na miejsce przybył także słoweński wysłannik dyplomatyczny. 2 września Umar al-Baszir wydał polecenie uwolnienia Križnara. Sprzęt oraz materiały filmowe nie zostały zwrócone. Według Križnara zawierały one dokumentacje masowych grobów w Sudanie.